# Paramphiascella commensalis
Paramphiascella commensalis är en kräftdjursart som först beskrevs av Seiwell 1928.  Paramphiascella commensalis ingår i släktet Paramphiascella och familjen Diosaccidae. Inga underarter finns listade i Catalogue of Life.